# 库姆塔
库姆塔（Kumta），是印度卡纳塔克邦Uttara Kannada县的一个城镇。总人口27597（2001年）。

## 人口
该地2001年总人口27597人，其中男性13992人，女性13605人；0—6岁人口2750人，其中男1425人，女1325人；识字率77.39%，其中男性为82.13%，女性为72.52%。